# رنرتسهوفن
رنرتسهوفن (به آلمانی: Rennertshofen) یک شهر در آلمان است که در بایرن واقع شده‌است.

## خصوصیات
رنرتسهوفن ۹۳٫۰۷ کیلومترمربع مساحت دارد ۳۹۴ متر بالاتر از سطح دریا واقع شده‌است.